# Gobierno de Finlandia
Finlandia es una república con una democracia representativa gobernada de acuerdo con los principios del parlamentarismo. El poder legislativo reside en el Parlamento de Finlandia. El poder ejecutivo lo ejerce el Gabinete, oficialmente denominado el Consejo de Estado, que está liderado por el Primer Ministro: el Jefe de Gobierno.
Algunos temas políticos son dirigidos por el Presidente de Finlandia, el Jefe de Estado, en plenos con el Consejo de Estado, similares a los consejos privados de las monarquías constitucionales. No obstante, de ordinario el Presidente no es parte del Consejo, pero toma decisiones como la selección de candidatos al Consejo y los indultos de acuerdo con la recomendación del ministro en cuestión. En los ministerios se tratan temas de importancia secundaria y están dirigidos por ministros, que reciben orientaciones por el Secretario de Estado de cada ministerio. El Primer Ministro y los otros miembros del Consejo del Estado son responsables por sus acciones ante el Parlamento finés.